# Alen Pjanic
Alen Pjanic (* 5. März 1997 in Gießen) ist ein deutscher Basketballspieler.

## Laufbahn
Pjanic, dessen Eltern 1991 aus Bosnien und Herzegowina nach Mittelhessen auswanderten, spielte in der Jugend des MTV 1846 Gießen, später in der Mannschaft der Basketball-Akademie Mittelhessen in der Nachwuchs-Basketball-Bundesliga.
Ab 2015 gehörte Pjanic zum Aufgebot der Licher BasketBären in der 2. Bundesliga ProB, und schaffte 2016 den Sprung in den erweiterten Kader des Bundesligisten Gießen 46ers. Ende April 2017 kam er in der Basketball-Bundesliga zu einem ersten Kurzeinsatz. Nach dem Rückzug der BasketBären fand er ab der Spielzeit 2017/18 zusätzlich Aufnahme ins Aufgebot der zweiten Gießener Mannschaft, der Gießen 46ers Rackelos (2. Bundesliga ProB). In der Saison 2018/19 erhielt er in der Bundesliga erstmals eine zweistellige mittlere Einsatzzeit, die in den kommenden beiden Spieljahren weiter stieg. Sowohl 2019/20 als auch 2020/21 erzielte er im Schnitt 7,3 Punkte je Partie. Im Mai 2021 stand sein sportlicher Abstieg mit Gießen aus der Bundesliga fest. Pjanic wurde in der Sommerpause 2021 von den EWE Baskets Oldenburg und damit von einer anderen Bundesliga-Mannschaft verpflichtet.
Zur Saison 2025/26 wurde Pjanic von den Würzburg Baskets verpflichtet.